# José Altabella
José Altabella Hernández (Caspe, 1921 – Madrid, 28 de diciembre de 1995) fue un periodista y profesor español, especialista en historia de la prensa.

## Trayectoria
Fue becario del Centro de Estudios Históricos, sección de Bibliografía (1935-1936). Después fue becario de la Hemeroteca Municipal de Madrid (1947-1951), correspondiente de L'Echo de la Presse et de la Publicité, colaborador de la Gaceta de la Prensa Española (1942-72); Mundo Estudios de Información; Comunicación XXI, y AEDE, y jefe de sección de ABC de Madrid desde 1967.
Profesor de la Escuela Oficial de Periodismo (1951-1975) y de la Escuela de Periodismo de la Iglesia (1966-1974). Cursó la carrera de Ciencias de la Información, licenciándose en 1976 con la primera promoción y fue nombrado profesor de esa Facultad de la Universidad Complutense, siendo el primer catedrático de Historia del Periodismo Español.